# La nit forta
La nit forta (títol original en italià: La notte brava) és una pel·lícula franco-italiana dirigida per Mauro Bolognini i estrenada el 1959. Ha estat doblada al català.

## Argument
A Roma, Scintillone i Ruggeretto, dos nois marginals i desocupats, roben un cotxe i el seu carregament. Decideixen marxar als afores per desfer-se del seu botí (sobretot de les armes) i, per no atreure l'atenció de la policia, agafen dues dones com passatgeres, dues prostitutes. De camí, troben Bella Bella, una altra persona ociosa, susceptible d'ajudar-los a revendre les seves mercaderies...

## Repartiment
- Laurent Terzieff: Ruggeretto
- Jean-Claude Brialy: Scintillone
- Franco Interlenghi: Bella Bella
- Tomás Milián: Moretto
- Rosanna Schiaffino: Rossana
- Elsa Martinelli: Anna
- Anna Maria Ferrero: Nicoletta
- Mylène Demongeot: Laura
- Antonella Lualdi: Supplizia
- Maurizio Conti: Pepito
- Piero Palmisano: el sord-mut
- Franco Balducci: Eliseo
- Mario Meniconi: Mosciarella

## Premis
- Premi FIPRESCI 1960: Ruban d'Argent a Pier Paolo Pasolini per la millor història original pel Sindicat nacional italià dels periodistes de cinema.

## Al voltant de la pel·lícula
- Terzieff, un noi amb problemes  - Mylène Demongeot:

| « | Mauro Bolognini em demana de participar, per a un esquetx, tres dies de rodatge, en la seva pel·lícula La nit forta . Protagonitzada per Laurent Terzieff i Jean-Claude Brialy com a homes, i Elsa Martinelli i Antonella Lualdi per les dones... Cadascuna té el seu agregat de premsa privat i no sembla gaire estimar molt l'altre, cosa bastant folklòrica... El meu esquetx és un duo amb Terzieff, i per Déu que era guapo llavors! L'encant eslau personificat. Per primera i única vegada de la meva vida, fracasso completament per al meu company amb qui, per acabar-ho d'arreglar, no tinc més que una llarga escena amorosa! Exploto, però Bolognini també... L'excita mirar com ens abracem, llavors, el monstre, ens fa recomençar els mateixos plans interminablement... Deu preses, quinze preses. Ens rebolquem sobre el sòl, abraçant-nos voluptuosament, a cor què vols... Ja no puc més, sóc una dona fidel i em retrec de també ser problemàtica! Al vespre, quan torno, ploro i dormiré molt sola. Coste no està molt content - jo l'entenc -, però rebutjo absolutament que vingui al plató. Només faltaria! És la primera vegada que això em passa ... I l'endemà, es posa això... Tres dies de suplici! Quan reviso aquesta pel·lícula en blanc i negre on, francament, estic meravellosament fotografiada, em trobo verdaderament maca i la sensualitat que es desfà d'aquesta escena no és falsa, no, no ! […] A París, ens tornarem a veure per al doblatge de la nostra escena en italià. La traducció és molt dolenta, no correspon en res al que hem dit... (Sí, sí, hi havia text i tot!). Per tant, decidim trobar sobre els nostres moviments de boca el nostre verdader text i hi arribem molt bé. És més aviat divertit. Endreço el meu primer trastorn de dona casada en un calaix ben tancat en clau, però és, encara avui, un molt bonic record que ha conservat tota la seva màgia... Res, res, no va passar. | » |